# Jaama (Alutaguse)
Jaama is een plaats in de Estlandse gemeente Alutaguse (Estisch: Alutaguse vald), provincie Ida-Virumaa. De plaats telt 83 inwoners (2021) en heeft de status van dorp (Estisch: küla). De eerste vermelding van het dorp dateert uit 1583. Het is tweemaal van naam veranderd: eerst heette het Vihtse of Vihtitsa. In de achttiende eeuw raakte de naam Jaema in gebruik. Na 1918 werd dat Jaama.
Tussen 1992 en 2017 maakte Jaama deel uit van de gemeente Illuka, die in 2017 opging in Alutaguse.

## Bevolking
Het aantal inwoners bevond zich in 2011 op een dieptepunt. In 1782 woonden hier nog 239 mensen. In 2000 waren dat er 61. In 2011 was dat aantal gehalveerd tot 30. In 2019 waren er weer 80 inwoners, in 2020 84 en in 2021 83.

## Ligging
Jaama ligt 1,7 kilometer van de rivier Narva vandaan, die de grens met Rusland vormt. De rivier Jaama, een zijrivier van de Narva, stroomt door het dorp. Ten westen van Jaama ligt het natuurreservaat Agusalu looduskaitseala, een veenlandschap met een oppervlakte van 110 km². Ten zuiden van Jaama ligt het Struuga Maastikukaitseala, een natuurpark van 13 km², dat zich uitstrekt tot de oevers van de Narva.

## De orthodoxe kerk
In Jaama is een Russisch-orthodoxe kerk, die gewijd is aan Nicolaas van Myra. De kerk is in 1904 ingewijd. Tijdens de Tweede Wereldoorlog werd de kerk vernield. Pas in 1991 werd de kerk herbouwd. De kerk valt onder het Patriarchaat Moskou.